# Tanglang quan
Tanglang Quan, ook bekend onder de naam bidsprinkhaan boksen, is een Noordelijke kungfu stijl bekend om zijn unieke handtechnieken.

## Ontstaan
Volgens de mondelinge overlevering zou deze stijl ontwikkeld zijn door Wang Lang.
Wang Lang studeerde krijgskunsten onder een Shaolin monnik. Maar hoe hard hij ook probeerde, hij kon zijn oudere medeleerlingen nooit verslaan. Als een bezetene begon hij handboeken en dergelijke door te nemen om toch maar te verbeteren.
Het mocht echter niet baten. Wang Lang werd keer op keer verslagen.
Toen hij op een keer buiten zat, verdiept in manuscripten, werd hij gestoord door een geluid achter hem. Daar zag hij hoe een tengere bidsprinkhaan een grotere sprinkhaan aanviel en opat. Wang was behoorlijk onder de indruk van dit gebeuren. Daarop nam hij het beestje gevangen en ging hij het bestuderen. Uit deze ervaringen nam hij verschillende offensieve en defensieve principes over van het diertje. 
Gewapend met deze nieuwe technieken versloeg hij zijn oudere medeleerlingen.
Zo ontstond Tanglang Quan.
Later werd deze stijl uitgebreid met bewegingen van 18 verschillende Chinese krijgskunsten. Dit werd gedaan door Shaolin monnik Fu Chi.
Door de invloeden van deze verschillende krijskunsten ontstonden er uit deze stijl een aantal vertakkingen die zich elke specifiek verdiepen op bepaalde facetten van een van de 18 krijgskunsten.
Zo ontstond ‘zevenster bidsprinkhaan’, ‘zes harmonie bidsprinkhaan’,’acht stap bidsprinkhaan, ‘groot ultieme bidsprinkhaan’, enz….
Vandaag de dag wordt Shandong beschouwd als het centrum van Tanglang Quan.

## Kenmerken
Een typisch kenmerk van deze stijl is het gebruik van de 'bidsprinkhaan-hand'. Hierbij neemt de hand een beetje de vorm over van de haken die een bidsprinkaan heeft. Deze hand kan men zowel defensief als offensief gebruiken.
Verder hangen de kenmerken hard af van welke tak men heeft. 
Sommigen zijn heel harde stijlen met enorm snel handwerk. Andere stijlen hebben dan een zachtere benadering.
Het grootste deel zijn wel gespecialiseerd op korte afstand.
De technieken laten weinig over aan de fantasie. Ze zijn hard, snel en gericht op praktijk.